# Luxemburger Illustrierte
El Luxemburger Illustrierte fou un setmanari luxemburguès en alemany, propietat del periodista i editor Jules Klensch, que es va publicar entre 1924 i 1933. Fou succeït per l'A-Z Luxemburger Illustrierte.